# Castillo de Belimbre
El castillo de Belimbre es una fortaleza en ruinas del término municipal español de Santa María de Huerta, en la provincia de Soria.

## Historia
La fortaleza es considerada como el origen de Santa María de Huerta. Allí se habría asentando un primer núcleo de población. A partir de este lugar el pueblo se habría desplazado hasta la ubicación actual. Inspiró la leyenda «Hermosa de la mancha roja» incluida en la Antología de Leyendas (1953) de Vicente García de Diego. Se encuentra fuera del casco urbano, al sur de la localidad.
Las ruinas de todos los castillos del país quedaron protegidas de forma genérica el 22 de abril de 1949, mediante un decreto publicado el 5 de mayo de ese mismo año en el Boletín Oficial del Estado con la rúbrica del dictador Francisco Franco y del ministro de Educación Nacional José Ibáñez Martín, que sostenía que «Todos los castillos de España, cualquiera que sea su estado de ruina, quedan bajo la protección del Estado». En la actualidad contarían con el estatus de bien de interés cultural.

## Estado actual
En la actualidad la mayor parte del castillo se encuentra en ruinas.